# 11652 Johnbrownlee
11652 Johnbrownlee è un asteroide della fascia principale. Scoperto nel 1997, presenta un'orbita caratterizzata da un semiasse maggiore pari a 3,1048843 au e da un'eccentricità di 0,1246508, inclinata di 2,90297° rispetto all'eclittica.
L'asteroide è dedicato all'astronomo John W. Brownlee.